# 93 (število)
93 (tríindevétdeset) je naravno število, za katero velja 93 = 92 + 1 = 94 - 1.

## V matematiki
- sestavljeno število.
- polpraštevilo.
- število rešitev Známovega problema dolžine 8.

## V znanosti
- vrstno število 93 ima neptunij (Np).

## Drugo

### Leta
- 493 pr. n. št., 393 pr. n. št., 293 pr. n. št., 193 pr. n. št., 93 pr. n. št.
- 93, 193, 293, 393, 493, 593, 693, 793, 893, 993, 1093, 1193, 1293, 1393, 1493, 1593, 1693, 1793, 1893, 1993, 2093, 2193